# Hamba Wutang
Hamba Wutang is een bestuurslaag in het regentschap Oost-Soemba van de provincie Oost-Nusa Tenggara, Indonesië. Hamba Wutang telt 1361 inwoners (volkstelling 2010).